# Myllaena hopi
Myllaena hopi är en skalbaggsart som beskrevs av Jan Klimaszewski 1982. Myllaena hopi ingår i släktet Myllaena och familjen kortvingar. Inga underarter finns listade i Catalogue of Life.